# Matthias Rüfenacht
Matthias Rüfenacht (* 26. März 1956 in Basel) ist ein Schweizer Schachspieler. Er zählt zu den stärksten Schweizer Schachmeistern im Nah- und Fernschach.

## Fernschach
1979 spielte Rüfenacht sein erstes Fernturnier. In der Meisterklasse eines Europaturnieres kam er auf den zweiten Platz. Im gleichen Jahr startete er im 3.Coupe Latine, wo er eine IM-Norm erfüllte. Im Halbfinale zur 14. Fernschach-Weltmeisterschaft belegte er einen Mittelplatz. Bei der 3. Europa-Mannschaftsmeisterschaft 1983/86 erspielte er sich seine zweite IM-Norm und erhielt 1986 vom Weltfernschachverband ICCF den Titel Internationaler Meister im Fernschach. Im gleichen Jahr siegte er im nationalen Fernturnier „4. Goldener Springer“ mit 12,5 von 13 Punkten.
In der Folge wurde er zu zahlreichen internationalen Jubiläums- und Gedenkturnieren eingeladen. Er vertrat die Schweiz bei der 11.,12.,13.,19. und 20. Schacholympiade sowie bei der 4.,6.,8.,9. und 10. Europa-Mannschaftsmeisterschaft.
1992 verlieh ihm die ICCF den Titel Grossmeister. Im ersten Quartal 2015 betrug seine Wertungszahl 2491.

## Nahschach
Rüfenacht ging aus der Jugendabteilung der Schachgesellschaft Riehen hervor. Er nahm an der Jugendweltmeisterschaft 1975 in Tjentište teil. Er vertrat die Schweiz bei zwei Schacholympiaden, nämlich 1984 in Thessaloniki und 1986 in Dubai. 1985 belegte er in Luzern bei der Mannschafts-WM mit der Schweizer Mannschaft Platz 6.
Bei nationalen Mannschaftsmeisterschaften wurde er mit Allschwil 1984, 1985, 1988, 1992, 1993 und 1994 Schweizer Meister, mit Allschwil nahm er außerdem an den European Club Cups 1984, 1986 und 1990 teil. Seit Ende der 1990er Jahre spielt er mit der SG Riehen in der Nationalliga, für die er auch bei der Schweizer Gruppenmeisterschaft SGM in der Bundesliga antritt, nachdem er von 2000 bis 2002 für die Basler Verkehrsbetriebe spielte. Parallel spielt er mit baden-württembergischen Vereinen in der deutschen Oberliga.

## Privat
Rüfenacht arbeitet als kaufmännischer Angestellter bei einer Versicherung. Seit 1983 ist er verheiratet.